# Master 7 FC
Der Master 7 Football Club  (laotisch: ສະໂມສອນ ມາສເຕີ້ ເຊເວັນ ເອຟຊີ) ist ein laotischer Fußballverein aus Vientiane. Aktuell spielt die Fußballmannschaft in der höchsten Liga des Landes, der Lao Premier League.

## Erfolge
- Laotischer Vizemeister: 2019, 2020, 2022, 2023

## Stadion
Seine Heimspiele trägt der Verein im New Laos National Stadium in Vientiane aus. Das Stadion hat ein Fassungsvermögen von 25.000 Personen.

## Saisonplatzierung
| Saison  | Liga               | Liga  | Liga                                | Liga                                | Liga                                | Liga                                | Liga                                | Liga                                | Liga                                |
| Saison  | Liga               | Level | Spiele                              | S                                   | U                                   | N                                   | Tore                                | Punkte                              | Position                            |
| ------- | ------------------ | ----- | ----------------------------------- | ----------------------------------- | ----------------------------------- | ----------------------------------- | ----------------------------------- | ----------------------------------- | ----------------------------------- |
| 2018    | Lao Premier League | 1     | 14                                  | 6                                   | 3                                   | 5                                   | 26:24                               | 21                                  | 4.                                  |
| 2019    | Lao Premier League | 1     | 15                                  | 9                                   | 2                                   | 4                                   | 37:26                               | 29                                  | 2.                                  |
| 2020    | Lao Premier League | 1     | 12                                  | 7                                   | 4                                   | 1                                   | 32:17                               | 25                                  | 2.                                  |
| 2021    | Lao Premier League | 1     | Abbruch wegen der COVID-19-Pandemie | Abbruch wegen der COVID-19-Pandemie | Abbruch wegen der COVID-19-Pandemie | Abbruch wegen der COVID-19-Pandemie | Abbruch wegen der COVID-19-Pandemie | Abbruch wegen der COVID-19-Pandemie | Abbruch wegen der COVID-19-Pandemie |
| 2022    | Lao Premier League | 1     | 18                                  | 9                                   | 6                                   | 3                                   | 37:23                               | 33                                  | 2.                                  |
| 2023    | Lao Premier League | 1     | 14                                  | 9                                   | 1                                   | 4                                   | 42:15                               | 28                                  | 2.                                  |
| 2024/25 | Lao Premier League | 1     | 14                                  | 9                                   | 2                                   | 3                                   | 40:18                               | 29                                  | 3.                                  |